# Mont Marsà
Mont Marsà i Alaman (Balaguer, 1956), coneguda com Mont Marsà, és una dissenyadora gràfica i fotògrafa catalana.

## Trajectòria
Es va formar a l’escola Elisava, on es va graduar el 1978, i posteriorment va estudiar Disseny Gràfic i fotografia a l'Instituto Europeo di Design de Milà. En tornar, va cursar la carrera d’Història de l’Art a la Universitat de Barcelona.
El 1993 va obtenir una beca de la Generalitat de Catalunya per a estades a l’estranger, i va viatjar a Nova York, on va investigar diversos grups i col·lectius vinculats al disseny. De l’experiència viscuda, i de les influències rebudes, en va sortir el projecte “El grafisme social en els missatges polítics i culturals”. Posteriorment, des del seu propi estudi, es va especialitzar en elements de difusió cultural, especialment al voltant d’exposicions temporals i en paral·lel va treballar la fotografia, que sovint va formar part també dels seus dissenys.
Junt amb les dissenyadores Teresa Martínez, M. Àngels Fortea i Xeixa Rosa, va formar part del grup de treball inicial format l’any 2018, que tenia com a objectiu reflexionar sobre el paper de la dona en el disseny gràfic i la necessitat de visibilitar-ne les professionals. Una de les accions d’aquest grup, sota el paraigua del projecte Amb mirada de dissenyadora gràfica va ser l’exposició temporal Dissenyadores Gràfiques, en la qual es van poder veure treballs de Mont Marsà (2019).
El disseny de Mont Marsà té una òptica femenina i de reivindicació i al llarg de la seva trajectòria ha treballat de manera molt personal per a col·lectius com Stop Sida.
El Museu del Disseny de Barcelona conserva obra de Mont Marsà. Alhora, va ser una de les cradores presents a l'exposició Som aquí. Les dones en el disseny 1900-avui, organitzada el 2023 pel Museu del Disseny de Barcelona, que recuperava les dissenyadores pioneres dels anys 1960, 1970 i 1980 a Catalunya.